# Generisches Femininum
Als ein generisches Femininum (von lateinisch genus „Geschlecht, Gattung, Art“, und femina „Frau“) bezeichnet man die Verwendung einer grammatisch femininen Personenbezeichnung, zu der es ein maskulines Gegenstück gibt (Lehrerin/Lehrer), in einem geschlechtsübergreifenden (generischen) Sinn. Bei einer solchen Verwendung bezieht sich die feminine Form nicht nur auf Frauen, sondern auf Personen aller Geschlechter.
Zu unterscheiden ist grundsätzlich zwischen
- Feminina, denen ein Maskulinum gegenübersteht (etwa Lehrerin/Lehrer),
- geschlechtsneutralen Feminina wie Geisel, Koryphäe, Person oder Wache (sogenannte Epikoina), für die es keine Maskulinform gibt.

Nur die erstgenannten Personenbezeichnungen sind – als spiegelbildlicher Gegenentwurf zum generischen Maskulinum – als generische Feminina zu betrachten. Bei diesen handelt es sich gewöhnlich um movierte Personenbezeichnungen (Lehrer-in).
Die generische Verwendung femininer Formen im deutschen Sprachraum wurde 1984 von der feministischen Sprachwissenschaftlerin Luise F. Pusch vorgeschlagen. Seit 1994 gibt es vereinzelt gleichstellungspolitisch motivierte Versuche der praktischen Umsetzung. An einer solchen Praxis wird kritisiert, dass abgeleitete Formen wie Lehrerin oder Professorin im Deutschen aus strukturlinguistischer Sicht nicht in generischer Bedeutung verwendet werden können.
Es gibt auch einige feminine Tierbezeichnungen wie die Katze, die Ameise oder die Biene, die sowohl für weibliche Tiere wie auch generisch für die Art oder die Gattung verwendet werden.

## Abgrenzung zu generischen Bezeichnungen
Vom generischen Gebrauch geschlechtsbezogener Formen (Lehrerin) unterscheiden sich die sogenannten Epikoina. Diese sind grammatisch feminine Personenbezeichnungen, die „inhärent generisch“ sind (aus ihrer Wortbedeutung heraus) und keine unterscheidenden Formen haben, etwa die Person, die Lehrkraft, die Geisel, die Koryphäe, die Wache, die Waise. Sie haben inhaltlich (semantisch) keinen Bezug zu geschlechtlichen Aspekten (Sexus-indifferente Bedeutung) und müssen gegebenenfalls mit einem Adjektiv ergänzt werden: eine weibliche Person, eine männliche Lehrkraft, eine diversgeschlechtliche Koryphäe. Die Waise ist weiblich oder geschlechtsübergreifend gemeint; der Waise ist ein Waisenjunge. Letztlich gilt die Notwendigkeit, für den Verweis auf Männer ein Adjektiv zu ergänzen, jedoch nicht nur bei generischen Feminina (männliche Hebamme), sondern auch beim generischen Maskulinum: „An der Grundschule gibt es nur wenige männliche Lehrer“.
Vergleichbar zu der Mensch oder das Mitglied werden von geschlechtsneutralen Bezeichnungen im Allgemeinen keine Ableitungen mit der weiblichen Endung -in gebildet. Trotzdem werden die inhärent generischen Maskulina Gast und Vorstand bisweilen moviert (Gästin, Vorständin), und auch Kätzin ist eine selten gebrauchte, aber korrekte Bezeichnung der weiblichen Katze.

## Geschichte

### Sprachgebrauch
Der Sprachwissenschaftler Peter Eisenberg merkte 2018 an, dass es einen generischen Gebrauch des Femininums in der deutschen Sprache nicht gebe. 2020 präzisierte er in einem Interview mit der FAZ: „Ein generisches Femininum gibt es im Deutschen nur bei Einzelwörtern, aber nicht als Strukturmerkmal produktiver Wortableitungen.“ Der Sprachwissenschaftler Helmut Glück erklärte 2020, „feminine Personenbezeichnungen, die durch Endungen gebildet werden […], z. B. Lehrer-in oder Jurist-in“ seien „nicht generisch“. Sie schränkten „die Bedeutung ihres Grundwortes dahingehend ein, dass die Ableitung mit -in ausschließlich weibliche Mitglieder der jeweiligen Personengruppe“ bezeichne. Ableitungen könnten „nicht generisch sein, weil sie spezifizieren, weil ihr Bedeutungsumfang gegenüber dem ihrer unspezifischen Basis eingeschränkt“ sei. Der Sprachwissenschaftler Hans-Martin Gauger vertritt in einer 2013 in der FAZ veröffentlichten Glosse die Auffassung, dass sich Nutzer des generischen Femininums „gegen die Sprache“ stellen. Das Wort Lehrer könne für Lehrerin stehen, „nicht aber Lehrerin für Lehrer“.
Der Sprachwissenschaftler Anatol Stefanowitsch sagte in einem Gespräch mit RbbKultur 2020: „Wenn man sich die Grammatik anguckt und die Art, wie sprachliche Bedeutungen entstehen, dann kann man sagen, ein generischer Gebrauch des Femininums ist aus sprachwissenschaftlicher Sicht sicher nicht anerkannt, ein generischer Gebrauch des Maskulinums aber eben auch nicht.“ Eine männliche Form zu verwenden, um auch Frauen mitzumeinen, ergebe aus Sicht des Sprachsystems nicht mehr Sinn, als wenn man umgekehrt eine weibliche Form verwenden würde, um auch Männer mitzumeinen.
In neuerer Zeit wurden demgegenüber verschiedentlich Schreibweisen mit generischen Femininformen ausprobiert (siehe unten). Es gibt mit „die Hebamme“ eine feminine Berufsbezeichnung, die früher nur für Frauen vorgesehen war, mittlerweile aber auch einen Mann bezeichnen kann: eine männliche Hebamme (offiziell in Österreich seit 1993, in Deutschland seit 2020). In diesem Einzelfall wird das Femininum allerdings geschlechterübergreifend verwendet, weil es keine maskuline Form der Bezeichnung gibt (zwischenzeitlich gab es Entbindungshelfer). Im Einzelfall der Berufsbezeichnungen Amme (oder Lohnamme) und Leihmutter gab es keine entsprechenden Bestrebungen, weil hier maskuline Formen kaum vorstellbar sind.

### Vorschläge von Luise F. Pusch
Die Mitgründerin der Feministischen Linguistik in Deutschland Luise F. Pusch spricht sich seit 1984 für den alleinigen Gebrauch von Femininformen im generischen Sinne zur Bezeichnung von Personen aus: Die „totale Feminisierung“ solle für die nächsten 1000 Jahre verwendet werden als „Empathietraining“ für Männer. 2013 erklärte Pusch, dass es nach dem generischen Maskulinum, „das wir schon seit Jahrtausenden haben“, Zeit für einen Perspektivwechsel nach dem „Rotationsprinzip“ sei:

„Demgegenüber ist das Femininum erstens besser für Frauen, zweitens gerecht nach dem Rotationsprinzip – jetzt sind mal die Frauen dran – und drittens kürzer. Ich bezeichne das generische Femininum schon seit 30 Jahren als Empathietraining für Männer, damit sie mal eine Vorstellung davon entwickeln, was es eigentlich bedeutet, immer nur mitgemeint zu sein und eigentlich nie genau zu wissen, ob ‚Mann‘ mit ‚man‘ überhaupt gemeint ist. […] Ich habe schon immer ein Stufenmodell vorgeschlagen. Erst mal müssen wir die Frauen in die Sprache hineinbringen, am besten mit dem generischen Femininum, aber das Ziel sollte später die Abschaffung der Endung ‚-in‘ sein. […] Nach der Abschaffung des ‚-in‘ wollen wir zweitens das Neutrum für Personenbezeichnungen einführen. Wir hätten dann ‚die, der und das Professor‘.“

2018 behauptete Pusch: „Das Femininum enthält ja auch sichtbar das Maskulinum: Lehrer ist in Lehrerin deutlich enthalten.“ Das Femininum sei die Grundform, das Maskulinum die Schwundform.
2019 kritisierte sie das Gendersternchen. 2024 kritisierte sie die Absurditäten des inklusiven Sprachgebrauchs: „Davon kann ich nur abraten“, meinte sie zum Sprachreglement, das beispielsweise weibliche Formen wie „Mutter“ durch geschlechtsneutrale wie „Elternteil“ ersetzt.

## Anwendungsbeispiele
Die Anwendung des generischen Feminin in Gesetzestexten löste im gesamten deutschen Sprachraum Debatten aus, als die damalige Gemeinderätin Julia Gerber Rüegg im schweizerischen Wädenswil 1993 den damals unerhörten Vorstoss einreichte, die Gemeindeordnung der Stadt Wädenswil im generischen Feminin zu publizieren. In der Folge setzte sich die Nennung beider Geschlechter in Gesetzestexten und im öffentlichen Sprachgebrauch in der Schweiz durch. Gerber Rüeggs Vorstoss drehte das generische Maskulin ins Feminin: «Für Personen-, Funktions- und Rollenbezeichnungen wird in diesem Text die feminine Form verwendet. Da die männliche Form in der weiblichen enthalten ist, ist sowohl die männliche als auch die weibliche Person angesprochen.» Die Vorlage wurde der Stimmbevölkerung unterbietet und erwartungsgemäss abgelehnt. In der Folge erarbeitete der Gemeinderat aber einen Gegenvorschlag, nach dem in der Gemeindeordnung konsequent die «Paarform» verwendet werden sollte. Die grossmehrheitliche Annahme des Vorschlages an der Urne markiert in der Schweiz der Anfang vom Ende des generischen Maskulin in Gesetzestexten.
1994 beschloss der Stadtrat von Buchholz in der Nordheide (Niedersachsen) mit 24 gegen 10 Stimmen, in seiner Satzung nur noch weibliche Amts- und Funktionsbezeichnungen zu verwenden. Die Kommunalaufsicht legte keinen Widerspruch ein, die Presse sprach von der „Emanzen-Metropole“. Die Frauenbeauftragte der Stadt kommentierte: „Bislang mußten wir Frauen erleben, daß wir gemeint waren, wenn von Ratsherren die Rede war, jetzt müssen Männer sich gefallen lassen, als Ratsfrauen bezeichnet zu werden.“
2012 veranstalteten Bloggerinnen aus dem Umfeld der Piratenpartei im November eine „Woche des generischen Femininums“ (#InWoche auf Twitter), bei der sie ausschließlich weibliche Personenbezeichnungen in generischer Bedeutung gebrauchten.
2013 wurde das Tiroler Kinder- und Jugendhilfegesetz durchgehend in weiblicher Form abgefasst.
 2016 beschloss der Ortsverband der Grünen in Klagenfurt, Ämter nur noch in der weiblichen Form zu benennen, beispielsweise „Parteiobfrau Reinhard Schinner“.
Anfang 2020 erklärte die stellvertretende Chefredakteurin Claudia Münster, dass die Frauenzeitschrift Brigitte „schon im Sinne der ausgleichenden Gerechtigkeit“ das generische Femininum stellenweise verwende („Leserinnenreaktionen“). Im März 2021 gab der Mediendienst Turi2 bekannt, ein Jahr lang nur das generische Femininum zu verwenden: „Wir drehen das jahrtausendealte Mitgemeintsein der Frauen um.“ Die Chefredaktion und Gründer Peter Turi hatten entschieden, die Schreibweise mit Gendersternchen nach 15 Monaten wieder abzuschaffen: „Viele empfinden das Sternchen in den Texten auch nach mehr als einem Jahr als störend.“
 Bücher
2014 veröffentlicht die Sprachwissenschaftlerin Kristin Kopf ihr Buch Das kleine Etymologicum: Eine Entdeckungsreise durch die deutsche Sprache, in dem wechselweise männliche und weibliche Pluralformen generisch verwendet wurden (je 60 Mal), beispielsweise „die Angeln und die Sächsinnen“ (siehe Abwechselndes Gendern).
2017 nutzt der Soziologe Hubert Knoblauch diese Form des abwechselnden Genderns in seinem Buch Die kommunikative Konstruktion der Wirklichkeit.
2019 veröffentlichen Katrin Bergener, Nico Clever und Armin Stein ihr wirtschaftsinformatisches Lehrbuch Wissenschaftliches Arbeiten im Wirtschaftsinformatik-Studium: Leitfaden für die erfolgreiche Abschlussarbeit mit ausschließlich generischen Femininformen; Gendersternchen oder Umformulierungen seien ihnen zu umständlich gewesen. Männliche Leser seien nicht ausgeschlossen, nur müssten sie sich kurz umgewöhnen. Das Ziel sei auch, mehr Frauen für das Studium zu motivieren, weil sich Frauen durch weibliche Wortformen in Stellenanzeigen eher angesprochen fühlten.
2021 verwenden Vincent-Immanuel Herr und Martin Speer in ihrem europapolitischen „Manifest“ Europe For Future: 95 Thesen, die Europa retten – was jetzt geschehen muss für allgemeine Aufzählungen und Beschreibungen ausschließlich generische Femininformen: „so meinen wir alle anderen Menschen mit – Männer und auch all diejenigen, die sich jenseits des binären Spektrums definieren.“

Im Juli 2023 stößt Justizministerin Alma Zadić (Grüne) mit einem in rein weiblicher Form geschriebenen Gesetzestext beim Koalitionspartner in Österreich auf wenig Verständnis: 
„Die Begutachtungsfrist für das Flexible Kapitalgesellschafts-Gesetz (FlexKapGG) ist Anfang Juli zu Ende gegangen. In den Stellungnahmen wurden sowohl positive als auch negative Aspekte betont. Kaum beachtet wurde, dass im Gesetzesentwurf aus dem Justizministerium ausschließlich auf die weibliche Form gesetzt wird, wie das Ö1-Mittagsjournal heute berichtete. Männer sind laut Entwurf mitgemeint.“

### Universitäten Leipzig und Potsdam 2013
Seit Mai 2013 stehen in der „Grundordnung“ der Universität Leipzig (gegründet 1409) neben einigen neutralen Formen ausschließlich generisch feminine Bezeichnungsformen für offizielle Funktionen („Gastdozentinnen und Gastprofessorinnen“, „Vertreterinnen der Gruppe der Hochschullehrerinnen“). Die Formulierungen wurden im April einstimmig vom erweiterten Senat beschlossen und von der Rektorin abgesegnet; das sächsische Wissenschaftsministerium legte keinen Widerspruch ein. Die Grundordnung der Universität Leipzig erklärt auf der ersten Seite in einer Gender-Fußnote: „In dieser Ordnung gelten grammatisch feminine Personenbezeichnungen gleichermaßen für Personen männlichen und weiblichen Geschlechts. Männer können die Amts- und Funktionsbezeichnungen dieser Ordnung in grammatisch maskuliner Form führen.“ Georg Teichert, seit 2010 zentraler Gleichstellungsbeauftragter der Universität, verwendet auf den Webseiten der Universität seit Ende 2019 neben genderneutralen Formulierungen stellenweise den Gender-Gap: Kolleg_innen.
Seit Juli 2013 stehen in der „Geschäftsordnung des Senats“ der Universität Potsdam (gegründet 1991) alle offiziellen Funktionsbezeichnungen in femininer Form; es werde aber weiterhin „eine dem Geschlecht entsprechende Anrede gepflegt“. Im Jahr 2020 nutzt das Koordinationsbüro für Chancengleichheit für die interne und externe Kommunikation der Universität neben genderneutralen Formulierungen stellenweise Genderstern oder Gender-Gap.

### Diskutierter deutscher Gesetzentwurf 2020
Im September 2020 erstellte das deutsche Bundesjustizministerium unter Christine Lambrecht (SPD) einen Gesetzentwurf zu einem geänderten Insolvenzrecht, in dem mehr als 600 Mal Personenbezeichnungen in weiblicher Form gebraucht wurden (Gesellschafterinnen, Schuldnerinnen, Gläubigerinnen). Erklärt wurde dies mit dem grammatisch weiblichen Geschlecht der behandelten Einrichtungen als juristische Personen (die Aktiengesellschaft, die GmbH), auf die sich die weiblichen Formen aus Gründen der grammatischen Übereinstimmung mit dem Referenzwort bezögen (eine Gesellschaft als Schuldnerin).
Das Bundesinnenministerium unter Horst Seehofer (CSU) hatte gegen die Formulierungen im Entwurf „aus rein formalen Gründen“ Widerspruch eingelegt: Ein Sprecher erklärte, hier sei das generische Femininum verwendet worden und das sei „zur Verwendung für weibliche und männliche Personen bislang sprachlich nicht anerkannt“. Das Ministerium habe Zweifel an der Verfassungsmäßigkeit des Gesetzes und es bestehe die Gefahr, der Gesetzestext könnte buchstäblich nur für Frauen gelten. Entsprechend seien die Personenbezeichnungen im generischen Maskulinum an die geltenden Regeln anzupassen; Frauen wären dabei mitgemeint. Aus Gründen der Eile ließ das Justizministerium den Gesetzentwurf umschreiben zu maskulinen Formen (Gesellschafter, Schuldner, Gläubiger) und einigen Paarformen. In dieser Form wurde der Entwurf Mitte Oktober im Kabinett beschlossen.

### Indisches Datenschutzgesetz 2023
Das indische Datenschutzgesetz von 2023 nutzt erstmals das generische Femininum. Bei der Regelung der Rechte und Pflichten von (natürlichen) Personen werden weibliche Pronomen („she“ und „her“) verwendet. Hintergrund ist das Ziel der indischen Regierung, Gesetze zugänglicher und inklusive zu machen.

## Kritik
Die Gesellschaft für deutsche Sprache (GfdS) lehnte im August 2020 in ihren Leitlinien zu den Möglichkeiten des Genderings die Verwendung des generischen Feminiums ab:

„Beurteilung durch die GfdS

Diese Lösung ist nicht geschlechtergerecht, denn hier wird das andere Geschlecht nicht explizit angesprochen, sondern ist nur ‚mitgemeint‘. Die Kritik, die am generischen Maskulinum geübt wird, trifft hier ebenfalls zu. Eine Gleichbehandlung, um die es bei geschlechtergerechter Sprache geht, ist beim generischen Femininum so wenig gewährleistet wie beim generischen Maskulinum.“

Das Handbuch geschlechtergerechte Sprache merkt zu den generischen Femininformen der Leipziger Grundordnung von 2013 kritisch an:

„Hier wurde also die ‚traditionelle‘ Praxis der ausschließlichen Verwendung maskuliner Personenbezeichnungen gespiegelt, indem
die femininen Formen ‚für alle‘ einstehen sollen. Der mediale Aufruhr, den diese Lösung verursachte, zeigt, wie problematisch die Praxis des ‚Mitmeinens‘ von Männern oder Frauen durch die jeweils andere Bezeichnung ist. Beim ‚generischen Maskulinum‘ ist diese Problematik nur aus Gewohnheit lange Zeit nicht aufgefallen.“

## Tierbezeichnungen
Einige grammatisch feminine Tierbezeichnungen werden generisch für beide Geschlechter verwendet: Mit eine Katze kann ein weibliches Tier gemeint sein (Katze, Kätzin) oder ein männliches (Kater); Gänse umfasst beide Geschlechter (Gans und Gänserich, Ganter). Diese Gruppe der generischen Feminina betrifft vor allem dem Menschen nahestehende Haus- und Nutztiere, einheimisches Jagdwild (siehe Bezeichnungen für Haus- und Wildtiere sowie Abgeleitete geschlechtsbezogene Tierbezeichnungen).
Die Duden-Grammatik von 2016 unterscheidet zwischen sexusindifferentem Gebrauch von Tierbezeichnungen für eine Tierart, im Unterschied zu einem sexusspezifischen Gebrauch für Weibchen oder Männchen. Neben Katze und Gans wird noch die Maus als feminines Beispiel genannt (gegenüber dem Mäuserich, vor allem in Tiererzählungen). Die Bezeichnungen der meisten Tierarten sind sexusindifferent und werden sexusbezogen mit einem Adjektiv ergänzt (weiblich/männlich) oder zusammengesetzt: die Giraffenstute und der Giraffenhengst.